# Ejido Chiapas Dos
Ejido Chiapas Dos är en ort i Mexiko.   Den ligger i kommunen Mexicali och delstaten Baja California, i den nordvästra delen av landet, 2 100 km nordväst om huvudstaden Mexico City. Ejido Chiapas Dos ligger 19 meter över havet och antalet invånare är 466.
Terrängen runt Ejido Chiapas Dos är mycket platt. Runt Ejido Chiapas Dos är det ganska glesbefolkat, med 36 invånare per kvadratkilometer. Närmaste större samhälle är San Luis Río Colorado, 18,7 km öster om Ejido Chiapas Dos. Trakten runt Ejido Chiapas Dos består till största delen av jordbruksmark.